# El Observador (Uruguay)
El Observador è un quotidiano uruguaiano, con sede a Montevideo. Fondato il 22 ottobre 1991, è schierato al liberalismo economico, ma non è ufficialmente legato ad alcun partito politico.